# No Hard Feelings (pel·lícula de 2023)
No Hard Feelings (lit. ‘Sense rancor’) és una pel·lícula estatunidenca coming-of-age de comèdia sexual dirigida per Gene Stupnitsky i guionada per Stupnitsky amb John Phillips. És protagonitzada per Andrew Barth Feldman juntament amb Jennifer Lawrence, que també l'ha produïda. S'ha subtitulat al català.
N'està prevista l'estrena als Estats Units el 23 de juny de 2023 a través de Sony Pictures Releasing.

## Argument
A Montauk, una jove anomenada Maddie respon a un anunci a la web Craigslist d'una mare que cerca algú que surti amb el seu fill, en Percy, que està a punt d'entrar a la universitat.

## Repartiment
- Jennifer Lawrence com a Maddie[3]
- Andrew Barth Feldman com a Percy[3]
- Matthew Broderick com a pare de Percy[3]
- Laura Benanti com a mare de Percy[3]
- Natalie Morales com a amiga de Maddie[3]
- Scott MacArthur com a amic de Maddie[3]
- Ebon Moss-Bachrach[3]
- Hasan Minhaj[4]
- Kyle Mooney[4]

## Producció
L'octubre del 2021, es va anunciar que Sony havia guanyat un paquet de comèdia amb qualificació R amb el suport de la cèlebre productora Jennifer Lawrence i el director Gene Stupnitsky, pel qual havia competit amb els estudis d'Apple, Netflix i Universal Pictures. Lawrence, Alex Saks, Marc Provissiero, Naomi Odenkirk i Justine Polsky van ser els productors del film, mentre que Stupnitsky en va coescriure el guió amb John Phillips. El juliol del 2022, es va informar que Sony tiraria endavant amb la pel·lícula i es va fixar la data d'estrena a les sales de cinema el 16 de juny de 2023.
El setembre del 2022, Andrew Barth Feldman es va incorporar al repartiment com a protagonista masculí, mentre que Laura Benanti i Matthew Broderick serien els pares del seu personatge. Ebon Moss-Bachrach també es va unir a l'elenc. L'octubre del 2022, es va saber que hi participarien Natalie Morales i Scott MacArthur.
El rodatge va començar al final del setembre del 2022 en diverses ubicacions comtat de Nassau de l'estat de Nova York, com ara Hempstead, Point Lookout, Lawrence i Uniondale. L'estació de pesca de Ted, situada a Point Lookout, va ser emprada com a lloc de filmació a semblança del moll occidental de Montauk. El mes següent, l'equip va gravar escenes a la North Shore Animal League America, ubicada a Port Washington.

## Promoció
La campanya promocional de No Hard Feelings va començar el 6 de març del 2023 en col·locar-se anuncis paròdics que deien: "NEED A CAR? 'DATE' OUR SON" tant als Estats Units com a Instagram, Reddit i Facebook. La publicació del primer tràiler data del 9 de març del 2023, és a dir, tres dies més tard. Es va tornar un fenomen a les xarxes socials fins al punt d'obtenir més de 50 milions de visites en un dia i convertir-se així en el tràiler d'una comèdia més reproduït en les primeres vint-i-quatre hores en la història del cinema.

## Estrena
El desembre del 2022, la data de llançament es va ajornar una setmana, és a dir, del 16 de juny al 23 de juny de 2023, tenint en compte que l'estrena de The Flash va moure's al 16 de juny.